# Senotainia trifida
Senotainia trifida är en tvåvingeart som beskrevs av Thomas Pape 1989. Senotainia trifida ingår i släktet Senotainia och familjen köttflugor. Inga underarter finns listade i Catalogue of Life.